# Tamara Kozlovič
Tamara Kozlovič, slovenska političarka; * 2. julij 1978, Koper.
Je trenutna poslanka v Državnem zboru Republike Slovenije, članica poslanske skupine Svoboda.

## Mladost in izobrazba
Rojena je bila 2. julija 1978 v Kopru. Leta 1997 je maturirala na Gimnaziji Koper in se vpisala na Fakulteto za organizacijske vede v Kranju, kjer je leta 2003 diplomirala. Na isti fakulteti je 2016 pridobila  znanstveni magisterij s področja managementa poslovnih sistemov.

## Poklicna kariera
Leta 2005 se je zaposlila kot vodja Turistične organizacije Koper na Mestni občini Koper. Leta 2019 je postala vršilka dolžnosti direktorice občinske uprave na Mestni občini Koper, naslednje leto pa pridobila polna pooblastila. Na funkciji je ostala do izvolitve na mesto poslanke. Med letoma 2019 in 2022 je bila tudi članica Nadzornega sveta Luke Koper. Med letoma 2018 in 2020 je bila asistentka za področje poslovno-organizacijskih znanosti v turizmu na Fakulteti za turistične študije – Turistica na Univerzi na Primorskem.

## Politika
Na državnozborskih volitvah leta 2022 je kandidirala na listi stranke Gibanje Svoboda in bila izvoljena za poslanko. Med drugim je predsednica Odbora za zdravstvo ter članica komisije za poslovnik, komisije za narodni skupnosti ter odbora  za notranje zadeve, javno upravo in lokalno samoupravo.
Avgusta 2022 je bila imenovana tudi na mesto generalne sekretarke stranke.